# Bhandardaha
Bhandardaha là một thị trấn thống kê (census town) của quận Haora thuộc bang Tây Bengal, Ấn Độ.

## Địa lý
Bhandardaha có vị trí 22°37′B 88°13′Đ / 22,62°B 88,21°Đ Nó có độ cao trung bình là 12 mét (39 foot).

## Nhân khẩu
Theo điều tra dân số năm 2001 của Ấn Độ, Bhandardaha có dân số 4816 người. Phái nam chiếm 50% tổng số dân và phái nữ chiếm 50%. Bhandardaha có tỷ lệ 65% biết đọc biết viết, cao hơn tỷ lệ trung bình toàn quốc là 59,5%: tỷ lệ cho phái nam là 70%, và tỷ lệ cho phái nữ là 60%. Tại Bhandardaha, 11% dân số nhỏ hơn 6 tuổi.